# National Board of Review Awards 2010
L'82ª edizione dei National Board of Review Awards si è svolta l'11 gennaio 2011.
I vincitori sono stati annunciati il 2 dicembre 2010.

## Classifiche

### Migliori dieci film
- Another Year, regia di Mike Leigh
- The Fighter, regia di David O. Russell
- Hereafter, regia di Clint Eastwood
- Inception, regia di Christopher Nolan
- Il discorso del re (The King's Speech), regia di Tom Hooper
- Shutter Island, regia di Martin Scorsese
- The Town, regia di Ben Affleck
- Toy Story 3 - La grande fuga (Toy Story 3), regia di Lee Unkrich
- Il Grinta (True Grit), regia di Joel ed Ethan Coen
- Un gelido inverno (Winter's Bone), regia di Debra Granik

### Migliori film stranieri
- Io sono l'amore, regia di Luca Guadagnino
- La donna che canta (Incendies), regia di Denis Villeneuve
- Life, Above All, regia di Oliver Schmitz
- Soul Kitchen, regia di Fatih Akın
- White Material, regia di Claire Denis

### Migliori cinque documentari
- Shtikat Haarchion, regia di Yael Hersonski
- Inside Job, regia di Charles Ferguson
- Joan Rivers: A Piece of Work, regia di Ricki Stern e Anne Sundberg
- Restrepo - Inferno in Afghanistan (Restrepo), regia di Tim Hetherington e Sebastian Junger
- The Tillman Story, regia di Amir Bar-Lev

### Migliori film indipendenti
- Animal Kingdom, regia di David Michôd
- Buried - Sepolto (Buried), regia di Rodrigo Cortés
- Fish Tank, regia di Andrea Arnold
- L'uomo nell'ombra (The Ghost Writer), regia di Roman Polański
- Lo stravagante mondo di Greenberg (Greenberg), regia di Noah Baumbach
- Blood Story (Let Me In), regia di Matt Reeves
- Monsters, regia di Gareth Edwards
- Please Give, regia di Nicole Holofcener
- Somewhere, regia di Sofia Coppola
- Youth in Revolt, regia di Miguel Arteta

## Premi
- Miglior film: The Social Network, regia di David Fincher
- Miglior film straniero: Uomini di Dio (Des hommes et des dieux), regia di Xavier Beauvois
- Miglior documentario: Waiting for Superman, regia di Davis Guggenheim
- Miglior attore: Jesse Eisenberg - The Social Network
- Miglior attrice: Lesley Manville - Another Year
- Miglior attore non protagonista: Christian Bale - The Fighter
- Miglior attrice non protagonista: Jacki Weaver - Animal Kingdom
- Miglior cast: The Town, regia di Ben Affleck
- Miglior performance rivelazione: Jennifer Lawrence - Un gelido inverno (Winter's Bone)
- Miglior regista: David Fincher - The Social Network
- Miglior regista esordiente: Sebastian Junger e  Tim Hetherington - Restrepo - Inferno in Afghanistan (Restrepo)
- Miglior film d'animazione: Toy Story 3 - La grande fuga (Toy Story 3), regia di Lee Unkrich
- Miglior sceneggiatura originale: Chris Sparling - Buried - Sepolto (Buried)
- Miglior sceneggiatura non originale: Aaron Sorkin - The Social Network
- Spotlight Award: Sylvain Chomet e Jacques Tati - L'illusionista (L'illusionniste)
- Premio speciale per il filmmaking: Sofia Coppola - Somewhere
- Production Design Award: Dante Ferretti - Shutter Island
- Premio William K. Everson per la storia del cinema: Leonard Maltin
- Premio per la libertà di espressione:
  - Fair Game - Caccia alla spia (Fair Game), regia di Doug Liman
  - Conviction, regia di Tony Goldwyn
  - Urlo (Howl), regia di Rob Epstein e Jeffrey Friedman